# يانا شيمياكينا
يانا فولوديميريفنا شيمياكينا (الأوكرانية: Яна Волodymyrivna Шемякина؛ من مواليد 5 يناير 1986) هي لاعبة مبارزة سيف أوكرانية، بطلة أوليمبية ثلاث مرات، وبطلة أولمبي فردي لعام 2012، تنافست شيمياكينا في دورة ثلاثة دورات أولمبية في الألعاب الأولمبية الصيفية 2008 في بكين، والألعاب الأولمبية الصيفية 2012 في لندن، والألعاب الأولمبية الصيفية 2016 في ريو دي جانيرو، البرازيل.